# Gotthardtkirche (Erfurt)
Die Gotthardtkirche war eine Pfarrkirche in der Altstadt von Erfurt. Sie befand sich in der Gotthardtstraße 20, gegenüber der Einmündung der Hütergasse, und trug das Patrozinium des hl. Godehard von Hildesheim.

## Geschichte
Die Gotthardtkirche wurde im Jahr 1182 erstmals urkundlich erwähnt und diente damals als Pfarrkirche der umliegenden Gassen. Nach der Einführung der Reformation in Erfurt im Jahr 1525 wurde die Gotthardtkirche nicht mehr für Gottesdienste genutzt und verfiel in den folgenden Jahrhunderten langsam. 1740 wurde die Ruine abgerissen, lediglich der Turm wurde zunächst erhalten. Dieser musste aber 1858 wegen Baufälligkeit ebenfalls abgetragen werden.